# コナミ神戸ビル

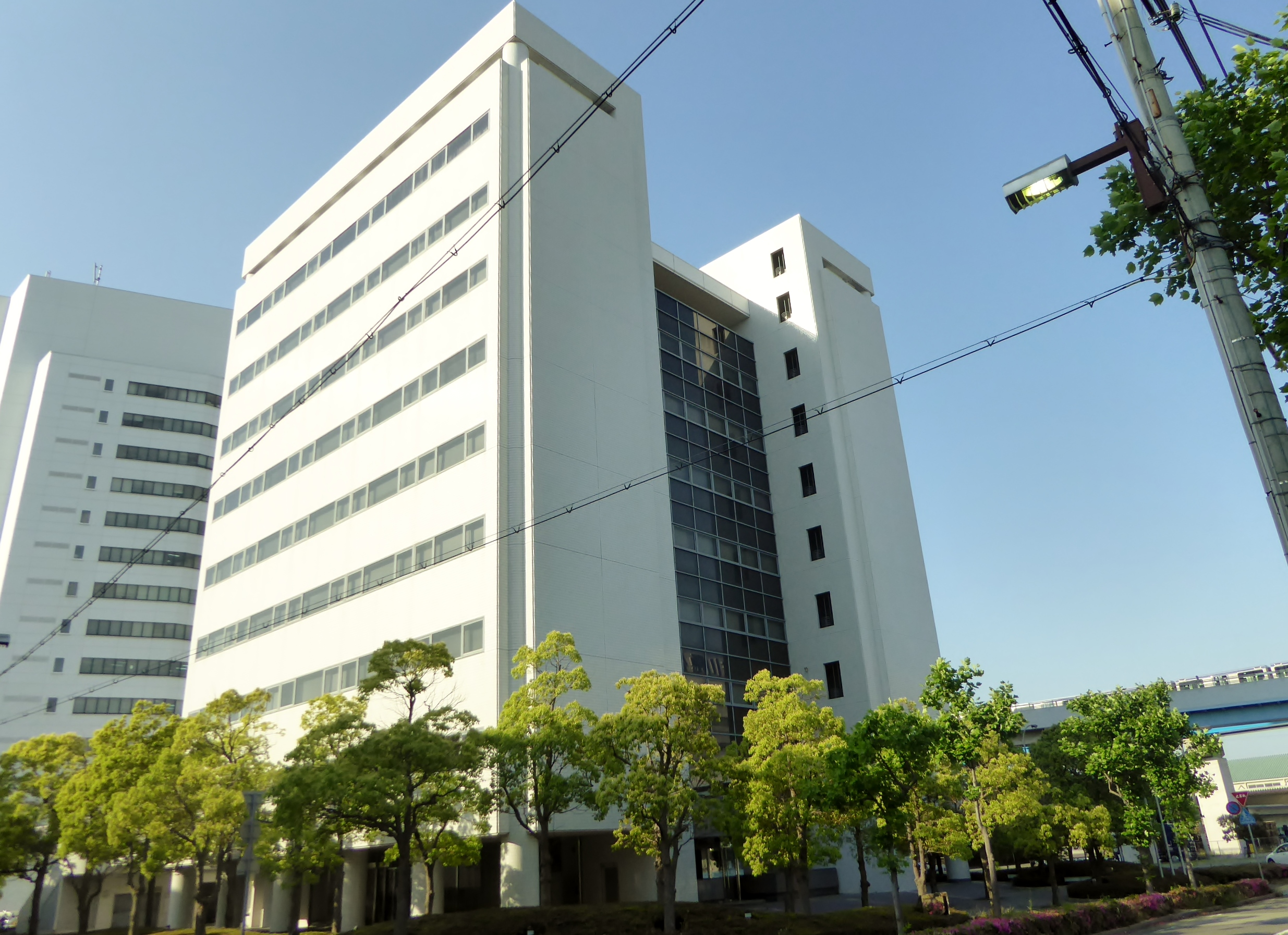
コナミ神戸ビル

コナミ神戸ビル（コナミこうべビル）は、日本のコンピュータゲームメーカー・コナミ（後のコナミホールディングス）が兵庫県神戸市中央区のポートアイランドに設置している事業所。1986年（昭和61年）から1999年（平成11年）まではポートアイランドコナミビルの名称で、登記上本社として使用されていた。
地上10階・地下1階、延べ床面積9,643.42平方メートル。

## 沿革
1986年（昭和61年）8月にコナミ工業本社としてコナミソフト開発ビルの名称で落成し大阪市北区の旧本社より移転、販売部門を担当する東京のコナミ（旧社）との2本社体制を確立する。しかし、1991年にコナミ工業がコナミ（旧社）を吸収合併しコナミ（新社）となって以降はグループの事業拡大に伴い開発機能が神戸市西区の技術研究所（後にコナミデジタルエンタテインメント神戸事業所）や神奈川県座間市の神奈川事業所などへ分散。1993年（平成5年）以降は東京都港区虎ノ門の城山JT森ビル（現・城山トラストタワー）に置かれた東京本社に本社機能の大半が移管されたことに加え、1995年（平成7年）1月17日の阪神・淡路大震災で甚大な被害を受けたことから長期間にわたる閉鎖を余儀なくされた後、1999年（平成11年）には本店登記も東京へ移された。
1995年（平成7年）4月に開発部門の分社化が行われ、神戸開発部を母体とするコナミコンピュータエンタテインメント大阪（KCEO、後にコナミOSA）が設立された。1998年（平成10年）にはKCEO開発1部が分離する形でコナミコンピュータエンタテインメント神戸（KCEK）も設立されているが、2002年（平成14年）にコナミOSAへ再吸収された後、2003年（平成15年）には他の開発子会社と合同してコナミコンピュータエンタテインメントスタジオとなった後の2005年（平成17年）にコナミへ吸収されて開発子会社は全て姿を消した。その後、2006年（平成18年）に事業会社のコナミデジタルエンタテインメントが発足している。
なお、1997年（平成9年）には専門学校・KCEスクール（現・コナミスクール）の本校がコナミ神戸ビルに開校しているが、現在は閉校しており東京校が本校となっている。また、上月スポーツ・教育財団の神戸事務局が神戸ビル内に置かれていたものの、2007年に東京へと移転した。ビルそのものは2022年10月現在も現存していて、宗教法人真如苑の施設になっている。

## 雑記
- 1986年（昭和61年）1月4日に発売されたファミコン用ソフト『ツインビー』の5面の背景に神戸ビルと形状の酷似したビルが描かれている。但し、ソフトの発売が同年8月のビル落成より前のためビルに描かれているのは旧ロゴの一部（アルファベットの「K」）である。後にディスクシステム版がリリースされた際には、ロゴの部分が神戸ビルの落成と同時にCI戦略の一環として採用された赤とオレンジの矩形マークへ描き換えられている。
- 神戸本社時代に開発されたゲームへの影響としては『スナッチャー』と『スピードキング NEO KOBE 2045』の舞台が2042年・2045年の「ネオ・コウベ・シティ」であることや、『激突ペナントレース2』に登場する「みどりスタジアム」（グリーンスタジアム神戸がモデル）などが挙げられる。また『パロディウスだ! 〜神話からお笑いへ〜』の２面（ファミコン版を除く）に登場するちちびんたリカの正式名称は「Miss神戸ちちびんたリカ」である。
- 『ポリスノーツ』ACT1のトクガワビル受付のモニタに流れるトクガワグループ説明の映像で、神戸ビルと形状の酷似したビルが映るシーンがある[3]。
- バンダイナムコエンターテインメントの坂上陽三は西宮市出身であり、映像業界からゲーム業界へ転身する際に実家から通勤ができるという理由で、当時神戸ビルに本社を置いていたコナミを志望していた。しかし、社名が似ていた当時のナムコに間違い電話をかけてしまい、そのままナムコに入社した[4]。

## 所在地・アクセス
- 650-0046 兵庫県神戸市中央区港島中町7-3-2
- ポートライナー・中埠頭駅下車、徒歩3分